# 中国肿头吸虫
中国肿头吸虫（学名：Chaunocephalus sinensis）为棘口科肿头属的动物。在中国大陆，分布于天津市等地，营寄生生活，宿主乌鹳的小肠。该物种的模式产地在天津市。
其种加词“sinensis”意为“中华的”。